# Blacko (Chorwacja)
Blacko – wieś w Chorwacji, w żupanii pożedzko-slawońskiej, w mieście Pleternica. W 2011 roku liczyła 226 mieszkańców.